# 聖カタリナ大学
聖カタリナ大学（せいカタリナだいがく、英語: St. Catherine University）は、愛媛県松山市北条660に本部を置く日本の私立大学。1966年創立、1988年大学設置。大学の略称は「聖カ」「聖カタ」「カタリナ」など。

## 概観

### 大学全体
大学の名称の由来は、14世紀の聖人である「シエナのカタリナ」に因んでいる。大学の設置者である聖カタリナ学園では、カタリナを学園の守護聖人と位置づけている。

### 建学の精神（校訓・理念・学是）

#### 建学の精神
キリスト教カトリックの大学として建学の精神に「愛と真理 "Amor et Veritas"」を掲げている。ドミニコやシエナのカタリナら聖人の精神や学識に倣った人材の育成を謳っている。

#### 学訓
大学の学訓として「誠実・高邁・奉仕」の3つを挙げており、これらの観点に基づいた教育に重点を置くとしている。

#### 教育研究目的
各学部、学科、専攻ごとに教育研究目的が制定されており、どのような人材を養成するのかを具体的に定めている。

## 沿革

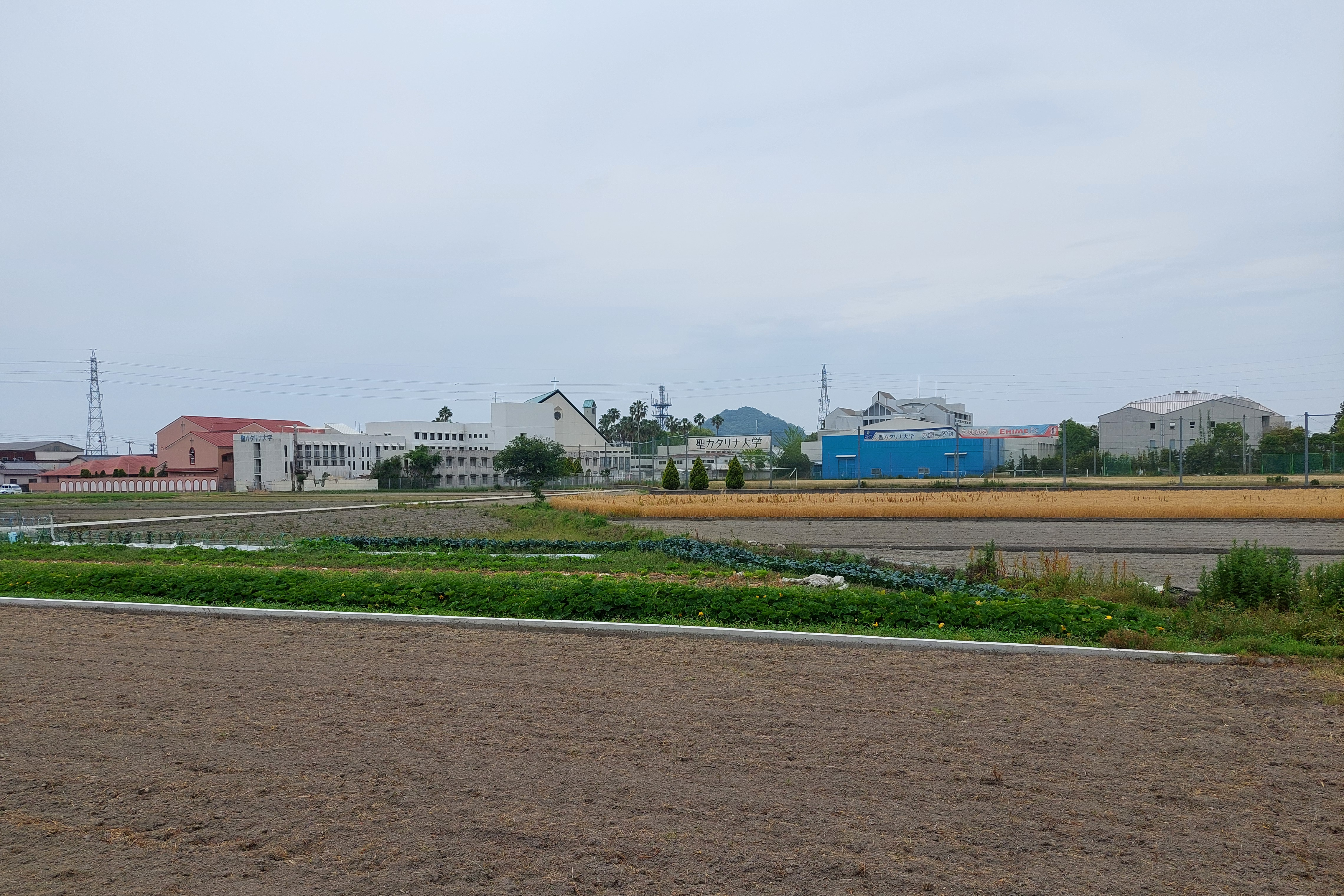
北条キャンパス

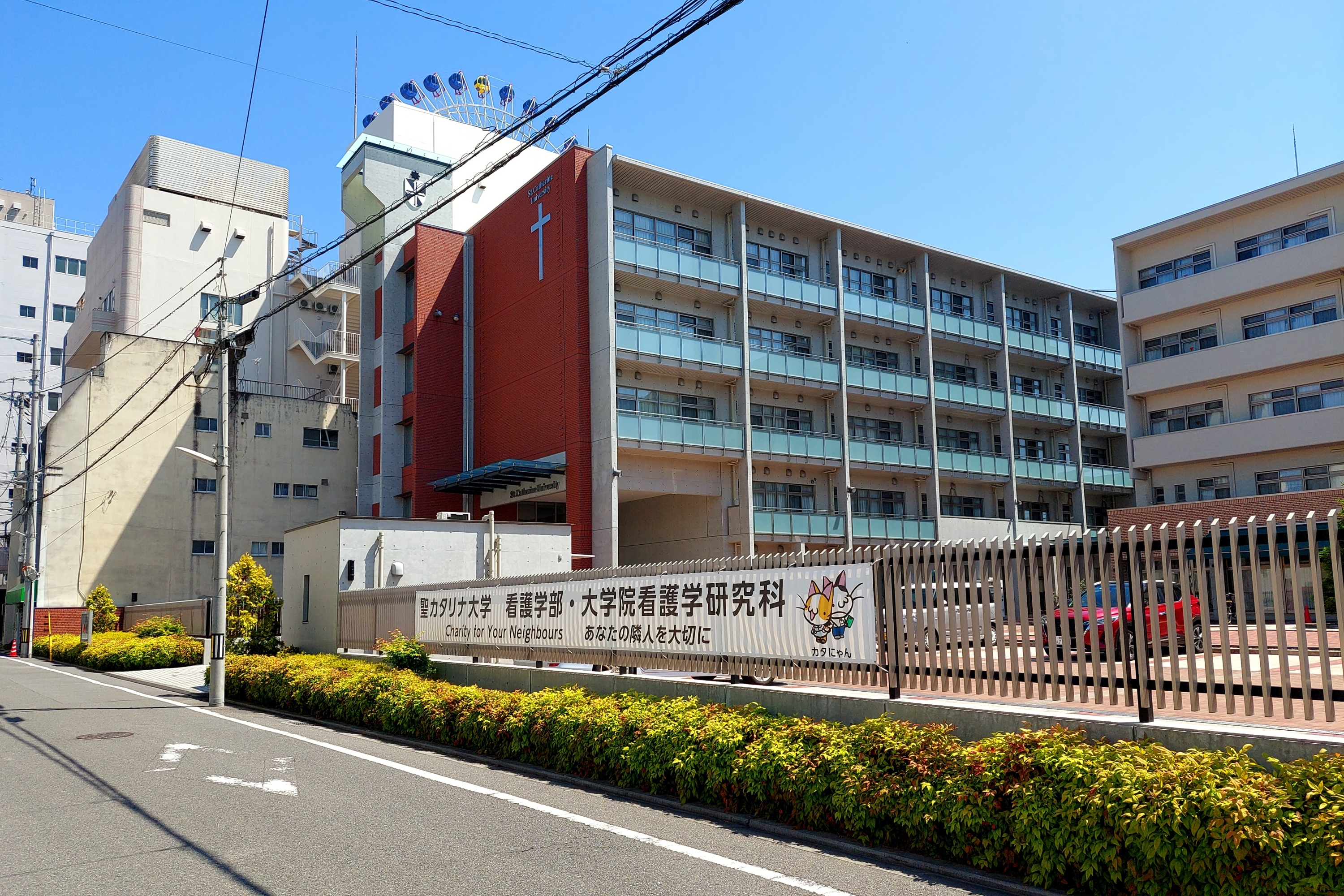
松山市駅キャンパス

### 略歴
聖ドミニコ宣教修道女会が聖カタリナ女子短期大学を設立、1988年に聖カタリナ女子大学が開学した。短期大学時代も含め女子大学であったが、2004年より現在の名称に変更し、併せて男女共学化が図られた。2017年春に看護学科が開設されたが、それに先立ち聖カタリナ学園高等学校永代キャンパスが大学に移管され、松山市駅キャンパスとして整備された。

### 年表
- 1966年 聖カタリナ女子短期大学が開学。幼児教育学科、音楽科があった。
- 1988年 聖カタリナ女子大学が開学。社会福祉学部を設置。
- 2004年 聖カタリナ大学に改称、男女共学化。
- 2008年 社会福祉学部を人間健康福祉学部に改編。健康福祉マネジメント学科新設。
- 2011年 人間健康福祉学部に人間社会学科を新設。
- 2014年 健康福祉マネジメント学科を健康スポーツ学科に改編。
- 2017年4月 - 人間健康福祉学部に看護学科を開設。松山市駅キャンパスを新設。
- 2022年4月 - 大学院看護学研究科開設
- 2024年4月 - 人間健康福祉学部看護学科を改組し、看護学部を開設
- 2025年4月 - 人間健康福祉学部を改組し、健康社会学部現代人間学科とスポーツ学科を開設予定

## 基礎データ

### 所在地
- 北条キャンパス（愛媛県松山市北条660）
  - 社会福祉学科（ 社会福祉専攻　介護福祉専攻）
  - 人間社会学科
  - 健康スポーツ学科
  - 短期大学部 保育学科
- 松山市駅キャンパス（愛媛県松山市永代町10番地1）、2017年4月開設
  - 看護学科
  - 聖カタリナ大学大学院　看護学研究科看護学専攻

### 象徴
- 2006年、スーパーバンドの『月と風と星と雲と』が大学のイメージソングに制定された。松山 聖カタリナ大学 カタリナホールのオルガン

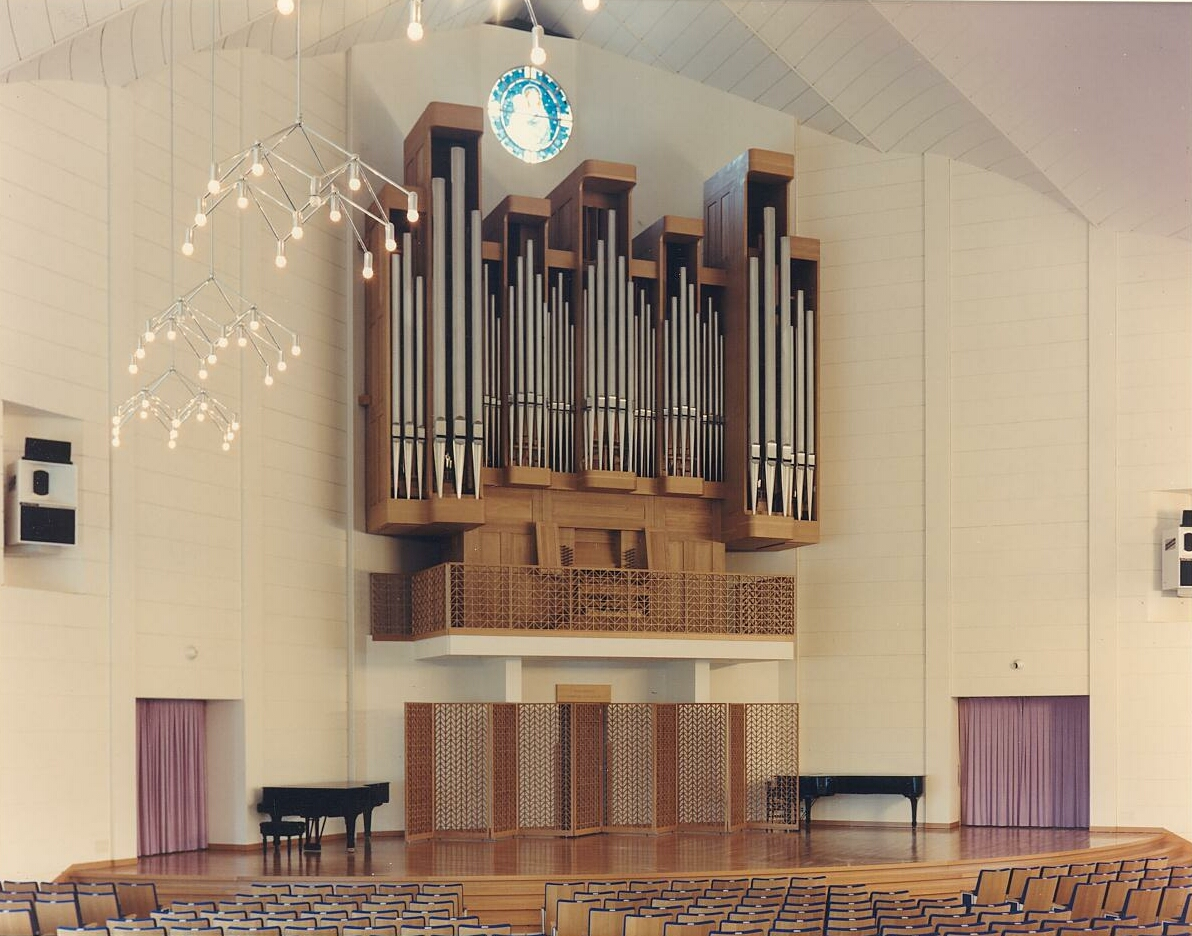
松山 聖カタリナ大学 カタリナホールのオルガン

- 聖カタリナホール　【羅】Aula Magna Sanktae Katarinae
- カタリナホールのオルガン（1981年完成、フランスロマン派様式 四国最大 須藤オルガン工房製）  毎年大学祭には公開の演奏会が催される。

## 教育および研究

### 組織

#### 学部
- 健康社会学部（2025年4月開設予定）
  - 現代人間学科
    - 社会・データコース
    - 心理・メンタルヘルスコース
    - ソーシャルワークコース

  - 健康スポーツ学科
    - 健康・レクリエーションコース
    - コーチ・マネジメントコース
    - 教職コース
- 人間健康福祉学部
  - 社会福祉学科（2025年4月学生募集停止）
  - 健康スポーツ学科
  - 人間社会学科（2025年4月学生募集停止）
  - 看護学科（2024年4月学生募集停止）
- 看護学部（2024年4月開設）
  - 看護学科

#### 大学院
- 看護学研究科（2022年4月開設）
  - 看護学専攻

#### 短期大学部
- 短期大学部
  - 保育学科

#### 附属機関
- 附属図書館
- キリスト教研究所
- 人間文化研究所

## 大学関係者と組織

### 大学関係者組織
聖カタリナ大学の同窓会は「聖カタリナ大学・短期大学部同窓会」と称している。当初、聖カタリナ大学の同窓会と聖カタリナ大学短期大学部の同窓会は別組織であったが、2007年から一つの組織とすることになった。聖カタリナ女子短期大学や聖カタリナ女子大学の卒業生らも会員に含んでいる。

### 大学関係者一覧
- 聖カタリナ大学の人物一覧

## 施設

### キャンパス
- 交通アクセス：JR予讃線伊予北条駅下車

## 対外関係

### 地方自治体との協定
- 松山市 - 連携に関する協定（2016年2月16日締結）[6]

### 他大学との協定
- 松山東雲女子大学・松山東雲短期大学・えひめリビング新聞社・エスピーシー - まつやま笑顔の子育て応援連携協定（2014年5月12日締結）[7]。

### その他機関・団体との協定
- 愛媛FCアカデミー - 連携協力協定（2011年6月8日締結）[8]。
- 愛媛銀行 - 連携協力協定（2012年10月19日締結）[9]。
- 松山赤十字病院 - 看護学科の設置と運営に関する協力協定（2015年5月20日締結）[10]。
- 松山市文化・スポーツ振興財団 - 連携協力に関する協定（2017年12月締結）[11]。

### 設置校
- 聖カタリナ学園高等学校（愛媛県松山市）
- 京都聖カタリナ高等学校（京都府南丹市）
- 光ヶ丘女子高等学校（愛知県岡崎市）
- 聖マリア幼稚園（愛媛県新居浜市）
- 聖家族幼稚園（京都府南丹市）
- 聖カタリナ幼稚園（愛知県岡崎市）
- ロザリオ幼稚園（愛媛県松山市）
- 聖カタリナ大学短期大学部附属幼稚園[12] （愛媛県松山市）

### その他学園施設
- 特別養護老人ホーム　聖マルチンの家
- 聖カタリナ　セミナーハウス

## 公式サイト
- 聖カタリナ大学

座標: 北緯33度58分31.7秒 東経132度46分54.1秒 / 北緯33.975472度 東経132.781694度